# Football Club Locarno 2008-2009
Questa voce raccoglie le informazioni riguardanti il Football Club Locarno nelle competizioni ufficiali della stagione 2008-2009.

## Stagione
Nella stagione 2008-2009 il Locarno, allenato da Paul Schönwetter e Livio Bordoli, concluse il campionato di Challenge League al 15º posto. In Coppa Svizzera il Locarno fu eliminato agli ottavi di finale dal San Gallo.

## Rosa
| N. |                         | Ruolo | Calciatore            |
| -- | ----------------------- | ----- | --------------------- |
| 1  | Svizzera (bandiera)     | P     | Riccardo Di Benedetto |
| 2  | Svizzera (bandiera)     | D     | Luca Toprak           |
| 3  | Svizzera (bandiera)     | D     | Massimo Immersi       |
| 4  | Svizzera (bandiera)     | D     | Giuseppe Riccio       |
| 5  | Argentina (bandiera)    | C     | Santiago Kuhl         |
| 6  | Italia (bandiera)       | D     | Loris Ziccardi        |
| 7  | Italia (bandiera)       | C     | Lucio Ciana           |
| 8  | Svizzera (bandiera)     | D     | Elia Rezzonico        |
| 10 | Svizzera (bandiera)     | C     | Remy Frigomosca       |
| 11 | Svizzera (bandiera)     | C     | Fabrizio Bullo        |
| 12 | Svizzera (bandiera)     | A     | Kevin Pollini         |
| 13 | Svizzera (bandiera)     | C     | Massimo Solari        |
| 14 | RD del Congo (bandiera) | D     | Emmanuel Domo         |
| 15 | Svizzera (bandiera)     | D     | Bruno Martignoni      |

| N. |                      | Ruolo | Calciatore        |
| -- | -------------------- | ----- | ----------------- |
| 15 | Nigeria (bandiera)   | C     | Akande Ajide      |
| 16 | Svizzera (bandiera)  | C     | Matteo Tosetti    |
| 17 | Svizzera (bandiera)  | A     | Sinisa Bilandzija |
| 18 | Svizzera (bandiera)  | P     | Giorgio Kurz      |
| 19 | Croazia (bandiera)   | C     | Steven Petrovic   |
| 20 | Italia (bandiera)    | D     | Luca Giaccari     |
| 21 | Svizzera (bandiera)  | D     | Marco Lodigiani   |
| 23 | Svizzera (bandiera)  | D     | Vladan Milosevic  |
| 26 | Svizzera (bandiera)  | C     | Fabian Stoller    |
| 27 | Argentina (bandiera) | A     | Dante Senger      |
| 28 | Argentina (bandiera) | C     | Ariel Reyes       |
| 29 | Argentina (bandiera) | D     | Raul Osella       |
| 31 | Svizzera (bandiera)  | P     | Michael Casanova  |
|    | Argentina (bandiera) | A     | Christian Giménez |

## Organigramma societario
Area tecnica
- Allenatore: Livio Bordoli
- Allenatore in seconda:
- Preparatore dei portieri:
- Preparatori atletici:

## Calciomercato

### Sessione estiva
| Acquisti | Acquisti         | Acquisti           | Acquisti |
| R.       | Nome             | da                 | Modalità |
| -------- | ---------------- | ------------------ | -------- |
| C        | Ariel Reyes      | Ferro Carril Oeste |          |
| P        | Michael Casanova | Lugano             |          |
| A        | Dante Senger     | Quilmes            |          |
| C        | Fabian Stoller   | Thun               |          |

| Cessioni | Cessioni          | Cessioni      | Cessioni |
| R.       | Nome              | a             | Modalità |
| -------- | ----------------- | ------------- | -------- |
| A        | Luca Dimita       | Gossau        |          |
| A        | Gelson            | APEP Pitsilia |          |
| A        | Skumbim Sulejmani | Tuggen        |          |

### Sessione invernale
| Acquisti | Acquisti | Acquisti | Acquisti |
| R.       | Nome     | da       | Modalità |
| -------- | -------- | -------- | -------- |

| Cessioni | Cessioni        | Cessioni      | Cessioni |
| R.       | Nome            | a             | Modalità |
| -------- | --------------- | ------------- | -------- |
| C        | Sergejs Mišins  | RFS           |          |
| A        | Patrick Rossini | Borgomanero   |          |
| A        | Juan Sara       | Cerro Porteño |          |

## Risultati

### Challenge League

#### andata
| Arbitro: | Graf |

|                         |           |  |
| Barlecaj 43’ Radice 60’ | Marcatori |  |

| Arbitro: | Carrell |

|                       |           |          |
| Todisco 30’ Ademi 79’ | Marcatori | 11’ Sara |

| Arbitro: | Speranda |

|                                  |           |  |
| Pollini 45’ Stoller 55’ Sara 83’ | Marcatori |  |

| Arbitro: | Schneider |

|                         |           |  |
| Peralta 71’ Thüring 78’ | Marcatori |  |

| Arbitro: | Zimmermann |

|         |           |                         |
| Sara 8’ | Marcatori | 45’ Costanzo 85’ Winter |

| Arbitro: | Wermelinger |

|                      |           |                 |
| Maliqi 32’ Kavak 65’ | Marcatori | 17’ (rig.) Sara |

| Arbitro: | Bieri |

|                                  |           |                                                     |
| Pollini 53’ Sara 70’, 78’ (rig.) | Marcatori | 43’ Müller 64’ (rig.), 73’, 77’ Schultz 68’ Omofefe |

| Arbitro: | Rogalla |

|                                    |           |  |
| Balthazar 45’ Boughanem 66’ (rig.) | Marcatori |  |

| Arbitro: | Wermelinger |

|                            |           |                                            |
| Domo 15’ Sara 42’ Kuhl 90’ | Marcatori | 13’, 84’ Renfer 34’ Montandon 36’ Rennella |

| Arbitro: | Graf |

|                             |           |                     |
| Biscotte 55’ Gavranović 77’ | Marcatori | 83’ Senger 89’ Kuhl |

| Arbitro: | Bieri |

|                          |           |                                        |
| N'Tiamoah 8’ Moukoko 83’ | Marcatori | 9’, 72’ Senger 28’ Reyes 55’, 86’ Sara |

| Locarno 9 novembre 2008, ore 14:30 CET 12ª giornata                                       | Locarno   | 2 – 2 referto                    | La Chaux-de-Fonds | Stadio del Lido (720 spett.) |
| \| \| \| \| \| Senger 18’ Pollini 82’ \| Marcatori \| 39’ (rig.) de Azevedo 49’ Murati \| |           |                                  |                   |                              |
|                                                                                           |           |                                  |                   |                              |
| Senger 18’ Pollini 82’                                                                    | Marcatori | 39’ (rig.) de Azevedo 49’ Murati |                   |                              |

| Arbitro: | Devouge |

|                  |           |            |
| Scarione 4’, 19’ | Marcatori | 90’ Senger |

| Arbitro: | Zimmermann |

|                                |           |                                            |
| Senger 48’, 90’ Frigomosca 75’ | Marcatori | 71’ Alija 73’, 81’ Mišura 90’ Schiendorfer |

| Arbitro: | Hänni |

|                      |           |                              |
| Silvio 42’ Matić 59’ | Marcatori | 8’ Reyes 14’ Kuhl 39’ Senger |

#### ritorno
| Locarno 22 febbraio 2009, ore 14:30 CET 16ª giornata | Locarno | 0 – 0 referto | Sciaffusa | Stadio del Lido (730 spett.)\| Arbitro: \| Devouge \| |
| Arbitro:                                             | Devouge |               |           |                                                       |

| Arbitro: | Bieri |

|          |           |  |
| Sousa 7’ | Marcatori |  |

| Arbitro: | Studer |

|                                       |           |             |
| Osella 36’ Bilandzija 38’ Pollini 60’ | Marcatori | 49’ Morello |

| Arbitro: | Amhof |

|                     |           |  |
| Costanzo 65’ (rig.) | Marcatori |  |

| Arbitro: | Graf |

|            |           |                              |
| Senger 47’ | Marcatori | 6’ (rig.) Madou 76’ Heiniger |

| Arbitro: | Zimmermann |

|                                     |           |             |
| Roduner 56’ Omofefe 72’ Cabanas 78’ | Marcatori | 90’ Giménez |

| Arbitro: | Lanfranchi |

|  |           |                                            |
|  | Marcatori | 66’ Boughanem 70’ Hélin 85’ (aut.) Pollini |

| Arbitro: | Carrell |

|                                 |           |  |
| Rennella 13’ (rig.), 45’ (rig.) | Marcatori |  |

| Locarno 22 aprile 2009, ore 18:00 CEST 24ª giornata | Locarno | 0 – 0 referto | Yverdon | Stadio del Lido (590 spett.)\| Arbitro: \| Rogalla \| |
| Arbitro:                                            | Rogalla |               |         |                                                       |

| Arbitro: | Speranda |

|          |           |          |
| Kuhl 90’ | Marcatori | 80’ Pont |

| Arbitro: | Zimmermann |

|             |           |                     |
| Bouamri 25’ | Marcatori | 7’, 32’, 80’ Senger |

| Arbitro: | Circhetta |

|                                       |           |           |
| Giménez 21’, 82’ Kuhl 63’, 90’ (rig.) | Marcatori | 50’ Lüthi |

| Arbitro: | Hänni |

|             |           |                                    |
| Giménez 14’ | Marcatori | 34’ Lenjani 63’, 65’, 86’ Barlecaj |

| Arbitro: | Graf |

|  |           |                                       |
|  | Marcatori | 19’, 40’ Giménez 63’ Senger 90’ Ciana |

| Arbitro: | Amhof |

|  |           |           |
|  | Marcatori | 37’ Gsell |

### Coppa Svizzera
| 20 settembre 2008, ore 17:00 CEST Primo turno | Kreuzlingen | 1 – 3 | Locarno |  |

| 19 ottobre 2008, ore 15:00 CEST Secondo turno | Locarno | 3 – 1 | Lugano |  |

| 22 novembre 2008, ore 18:00 CET Ottavi di finale | San Gallo | 2 – 0 | Locarno |  |

## Statistiche

### Statistiche di squadra
| Competizione     | Punti | In casa | In casa | In casa | In casa | In casa | In casa | In trasferta | In trasferta | In trasferta | In trasferta | In trasferta | In trasferta | Totale | Totale | Totale | Totale | Totale | Totale | DR  |
| Competizione     | Punti | G       | V       | N       | P       | Gf      | Gs      | G            | V            | N            | P            | Gf           | Gs           | G      | V      | N      | P      | Gf     | Gs     | DR  |
| ---------------- | ----- | ------- | ------- | ------- | ------- | ------- | ------- | ------------ | ------------ | ------------ | ------------ | ------------ | ------------ | ------ | ------ | ------ | ------ | ------ | ------ | --- |
| Challenge League | 26    | 15      | 3       | 4       | 8       | 25      | 30      | 15           | 4            | 1            | 10           | 21           | 26           | 30     | 7      | 5      | 18     | 46     | 56     | -10 |
| Coppa Svizzera   | -     | 1       | 1       | 0       | 0       | 3       | 1       | 2            | 1            | 0            | 1            | 3            | 3            | 3      | 2      | 0      | 1      | 6      | 4      | +2  |
| Totale           | 26    | 16      | 4       | 4       | 8       | 28      | 31      | 17           | 5            | 1            | 11           | 24           | 29           | 33     | 9      | 5      | 19     | 52     | 60     | -8  |

### Andamento in campionato
| Giornata  | 1  | 2  | 3  | 4  | 5  | 6  | 7  | 8  | 9  | 10 | 11 | 12 | 13 | 14 | 15 | 16 | 17 | 18 | 19 | 20 | 21 | 22 | 23 | 24 | 25 | 26 | 27 | 28 | 29 | 30 |
| --------- | -- | -- | -- | -- | -- | -- | -- | -- | -- | -- | -- | -- | -- | -- | -- | -- | -- | -- | -- | -- | -- | -- | -- | -- | -- | -- | -- | -- | -- | -- |
| Luogo     | T  | T  | C  | T  | C  | T  | C  | T  | C  | T  | T  | C  | T  | C  | T  | C  | T  | C  | T  | C  | T  | C  | T  | C  | C  | T  | C  | C  | T  | C  |
| Risultato | P  | P  | V  | P  | P  | P  | P  | P  | P  | N  | V  | N  | P  | P  | V  | N  | P  | V  | P  | P  | P  | P  | P  | N  | N  | V  | V  | P  | V  | P  |
| Posizione | 10 | 12 | 11 | 12 | 14 | 14 | 14 | 16 | 16 | 16 | 14 | 13 | 14 | 16 | 15 | 15 | 16 | 14 | 14 | 15 | 15 | 15 | 16 | 16 | 16 | 15 | 15 | 15 | 15 | 15 |

Legenda:

Luogo: C = Casa; T = Trasferta. Risultato: V = Vittoria; N = Pareggio; P = Sconfitta.

### Statistiche dei giocatori
| A. Ajide        | 23 | 0  | 2  | 0 |
| S. Bilandzija   | 8  | 1  | 0  | 0 |
| F. Bullo        | 5  | 0  | 1  | 1 |
| M. Casanova     | 2  | 0  | 0  | 0 |
| L. Ciana        | 27 | 1  | 5  | 1 |
| R. Di Benedetto | 30 | 0  | 2  | 1 |
| E. Domo         | 12 | 1  | 2  | 0 |
| R. Frigomosca   | 7  | 1  | 0  | 0 |
| L. Giaccari     | 1  | 0  | 0  | 0 |
| C. Giménez      | 10 | 6  | 0  | 0 |
| M. Immersi      | 9  | 0  | 0  | 0 |
| S. Kuhl         | 27 | 6  | 6  | 0 |
| G. Kurz         | 0  | 0  | 0  | 0 |
| M. Lodigiani    | 20 | 0  | 11 | 0 |
| B. Martignoni   | 3  | 0  | 0  | 0 |
| V. Milosevic    | 10 | 0  | 2  | 0 |
| S. Mišins       | 4  | 0  | 1  | 0 |
| R. Osella       | 26 | 1  | 7  | 1 |
| S. Petrovic     | 6  | 0  | 0  | 0 |
| K. Pollini      | 25 | 4  | 1  | 1 |
| A. Reyes        | 23 | 2  | 3  | 0 |
| E. Rezzonico    | 22 | 0  | 5  | 0 |
| G. Riccio       | 25 | 0  | 6  | 1 |
| P. Rossini      | 8  | 0  | 1  | 0 |
| J. Sara         | 14 | 9  | 1  | 0 |
| D. Senger       | 19 | 13 | 1  | 0 |
| M. Solari       | 0  | 0  | 0  | 0 |
| F. Stoller      | 26 | 1  | 3  | 0 |
| L. Toprak       | 0  | 0  | 0  | 0 |
| M. Tosetti      | 1  | 0  | 0  | 0 |
| L. Ziccardi     | 8  | 0  | 2  | 0 |